# Дієго Веласкес де Куельяр

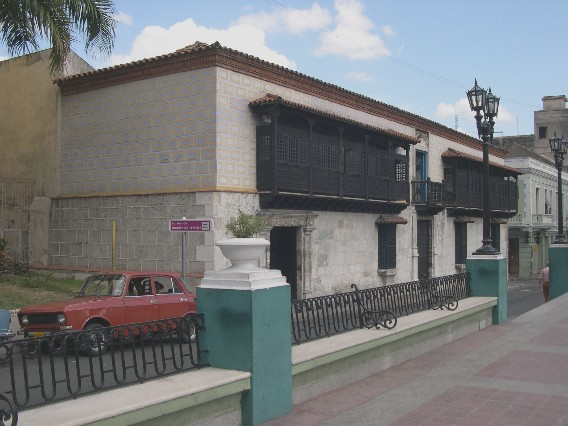
Будинок Дієго Веласкеса де Куельяра в Сант'яго де Куба

Дієго Веласкес Консуело де Куельяр (ісп. Diego Velázquez de Cuéllar; 1456 — 12 червня 1524), — іспанський конкістадор, завойовник Куби.

## Біографія
Народився в місті Куельяр (провінція Сеговія) в знатній сім'ї.
Брав участь у другій експедиції Христофора Колумба, прибув з ним у 1493 р. на острів Гаїті. Здійснив декілька експедицій на Юкатан, у Флориду і в Мексику.
Заснував міста: в 1512 р. — Асунсьйон-де-Баракоа, в 1513 р. — Сан-Сальвадор-де-Баямо, у 1514 р. — Сантьяго-де-Куба, Пуерто-Принсіпе, Санкті-Спіритус та Ремедьос, у 1515 р. — Гавану.
Був противником Кортеса.
У 1511 р. почав завоювання острова Куби і був призначений його губернатором, на цій посаді пробув аж до своєї смерті. Помер від хвороби, яка перебігала з гарячкою, похований у Сантьяго-де-Куба. На час своєї смерті в 1524 році у віці 59 років він був «найбагатшим іспанцем в Америці», незважаючи на фінансові втрати в експедиції Франциско Ернандеса де Кордоба та Ернана Кортеса. Він завершив успішне завоювання Куби, заснував міста, які залишаються й на сьогодні важливими, зробив Кубу економічно процвітаючою і перетворив її на перевалювальний пункт експедицій для завоювання інших земель Америки.